# Décès en août 1948
Décès
- 1944
- 1945
- 1946
- 1947
- 1948
- 1949
- 1950
- 1951
- 1952

Pour une information complémentaire, voir la page d'aide.

| Date    | Nom            | Pays                 | Activités                       | Âge | Source |
| ------- | -------------- | -------------------- | ------------------------------- | --- | ------ |
| 13 août | Edwin Maxwell  | Drapeau de l'Irlande | Acteur irlandais.               | 62  |        |
| 15 août | Léon Sasportas | Drapeau de la France | Médecin et ethnologue français. | 62  |        |